# Петрово Село (Кладово)
Петрово Село је насеље у Србији у општини Кладово у Борском округу. Према попису из 2022. у насељу је било 41 становника (према попису из 2011. било је 79 становника, према попису из 2002. било је 129 становника).
Простире се на источној страни планине Мироч. Укупна површина села је 6.484 хектара, од чега је највећи део под шумама. Село је око 6 километара широко и десетак километара дугачко. Захвата простор између Штрпског корита, ка селима Голубиње и Мироч на западу, манастирског гаја на истоку, села Велика Каменица и Подвршка на југу, те Сипа и Текије на северу. Просечна надморска висина је око 450 метара, клима је континентална.
Петрово Село у 50. и 60. годинама 19. века било је центар црногорских усељеника у кнежевини Србији. Овај локалитет изабран је намерно да би Црногорци могли да чувају границу и да се повећа број српског живља у регији са већинским влашким становништвом.
Овде се налази Миличина пећина.

## Демографија
Према последњем попису из 2022. године у насељу је живело 41 становника што је за 38 мање у односу на 2011. када је на попису било 79 становника. У насељу живи 40 пунолетних становника, а просечна старост становништва износи 58,38 година (60,04 код мушкараца и 56,03 код жена).
Према подацима пописа из 2022. у насељу има 31 домаћинства, а просечан број чланова по домаћинству је 1,32. а према истом попису у насељу има 318 стамбених јединица од којих је 109 насељених.
Становништво у овом насељу веома је нехомогено, а у последња три пописа, примећен је пад у броју становника.
|  |

| Демографија | Демографија | Демографија |
| Година      | Становника  | Становника  |
| ----------- | ----------- | ----------- |
| 1948.       | 1.222       |             |
| 1953.       | 1.209       |             |
| 1961.       | 1.144       |             |
| 1971.       | 589         |             |
| 1981.       | 376         |             |
| 1991.       | 224         | 220         |
| 2002.       | 129         | 132         |
| 2011.       | 79          |             |
| 2022.       | 41          |             |

| Етнички састав према попису из 2002.‍ | Етнички састав према попису из 2002.‍ | Етнички састав према попису из 2002.‍ | Етнички састав према попису из 2002.‍ | Етнички састав према попису из 2002.‍ |
| ------------------------------------ | ------------------------------------ | ------------------------------------ | ------------------------------------ | ------------------------------------ |
|                                      |                                      |                                      |                                      |                                      |
| Срби                                 | Срби                                 |                                      | 82                                   | 63,56%                               |
| Црногорци                            | Црногорци                            |                                      | 45                                   | 34,88%                               |
| Румуни                               | Румуни                               |                                      | 1                                    | 0,77%                                |
| Југословени                          | Југословени                          |                                      | 1                                    | 0,77%                                |
| непознато                            | непознато                            |                                      | 0                                    | 0,0%                                 |

| Година пописа     | 1948. | 1953. | 1961. | 1971. | 1981. | 1991. | 2002. |
| ----------------- | ----- | ----- | ----- | ----- | ----- | ----- | ----- |
| Број домаћинстава | 232   | 228   | 225   | 130   | 108   | 81    | 56    |

| Број чланова      | 1  | 2  | 3  | 4 | 5 | 6 | 7 | 8 | 9 | 10 и више | Просек |
| ----------------- | -- | -- | -- | - | - | - | - | - | - | --------- | ------ |
| Број домаћинстава | 18 | 18 | 12 | 4 | 2 | 1 | 1 | 0 | 0 | 0         | 2,30   |

| Пол    | Укупно | Неожењен/Неудата | Ожењен/Удата | Удовац/Удовица | Разведен/Разведена | Непознато |
| ------ | ------ | ---------------- | ------------ | -------------- | ------------------ | --------- |
| Мушки  | 62     | 20               | 33           | 9              | 0                  | 0         |
| Женски | 59     | 5                | 33           | 20             | 1                  | 0         |
| УКУПНО | 121    | 25               | 66           | 29             | 1                  | 0         |

| Пол    | Укупно                    | Пољопривреда, лов и шумарство | Рибарство                            | Вађење руде и камена | Прерађивачка индустрија       |
| ------ | ------------------------- | ----------------------------- | ------------------------------------ | -------------------- | ----------------------------- |
| Мушки  | 36                        | 31                            | 0                                    | 0                    | 0                             |
| Женски | 26                        | 23                            | 0                                    | 0                    | 0                             |
| УКУПНО | 62                        | 54                            | 0                                    | 0                    | 0                             |
| Пол    | Производња и снабдевање   | Грађевинарство                | Трговина                             | Хотели и ресторани   | Саобраћај, складиштење и везе |
| Мушки  | 0                         | 0                             | 2                                    | 0                    | 0                             |
| Женски | 0                         | 0                             | 1                                    | 1                    | 0                             |
| УКУПНО | 0                         | 0                             | 3                                    | 1                    | 0                             |
| Пол    | Финансијско посредовање   | Некретнине                    | Државна управа и одбрана             | Образовање           | Здравствени и социјални рад   |
| Мушки  | 0                         | 0                             | 2                                    | 1                    | 0                             |
| Женски | 0                         | 0                             | 0                                    | 1                    | 0                             |
| УКУПНО | 0                         | 0                             | 2                                    | 2                    | 0                             |
| Пол    | Остале услужне активности | Приватна домаћинства          | Екстериторијалне организације и тела | Непознато            | Непознато                     |
| Мушки  | 0                         | 0                             | 0                                    | 0                    | 0                             |
| Женски | 0                         | 0                             | 0                                    | 0                    | 0                             |
| УКУПНО | 0                         | 0                             | 0                                    | 0                    | 0                             |